# Rocky Boy West
Rocky Boy West é uma região censitária situada nos condados de Chouteau e Hill no estado estadunidense de Montana. Segundo o censo de 2010, a região censitária tinha 890 habitantes. 

## Geography
Rocky Boy West fica localizada no sudeste do condado de Hill e no nordeste do condado de Chouteau nas coordenadas 48° 17′ 58″ N, 109° 59′ 49″ O, na parte noroeste da reserva índia de Rocky Boy Indian Reservation. Está rodeada pela comunidade de Box Elder  a noroeste. U.S. Route 87.
De acordo com o  United States Census Bureau, a região censitária de Rocky Boy West tem uma superfície de 14,1 km2, todos de terra.